# Bunocephalus amaurus
Bunocephalus amaurus is een straalvinnige vissensoort uit de familie van de braadpan- of banjomeervallen (Aspredinidae). De wetenschappelijke naam van de soort is voor het eerst geldig gepubliceerd in 1910 door Eigenmann.